# Francisco Briceño Gasco
Francisco Briceño Gasco (Corral de Almaguer, Corona de Castilla, 1500 - Santa Fe de Bogotá del Nuevo Reino de Granada, Virreinato del Perú, 13 de diciembre de 1575) fue un abogado español que desempeñó altos cargos en la América virreinal, entre otros, el de gobernador de la Capitanía General de Guatemala y presidente de la Real Audiencia de los Confines desde 1563 hasta 1565, para ocupar en este último año hasta 1570 solo el cargo de gobernador de la provincia de Guatemala —actuales Guatemala, Belice y El Salvador, y que estaban subordinadas militar, judicial y económicamente al Virreinato de Nueva España— y posteriormente, fue nombrado presidente de la Real Audiencia de Santafé de Bogotá del Nuevo Reino de Granada —en el Virreinato del Perú— a principios de 1575 hasta su fallecimiento en el cargo.

## Biografía

### Origen familiar y primeros años
Francisco Briceño había nacido en el año 1500 en la localidad de Corral de Almaguer de La Mancha Alta, dentro de Castilla la Nueva que formaba parte de la Corona castellana.
Era hijo del doctor Luis Briceño Gasco (n. Corral de Almaguer, ca. 1475), rector del Colegio de San Bartolomé en Salamanca hacia 1532, y de María López Carbonero (n. ib., ca. 1480), y nieto paterno de Francisco Briceño (n. Arévalo de La Moraña, Extremadura castellana, ca. 1445) y de Pascuala Gasco (n. Corral de Almaguer, ca. 1455).

### Viaje a la América española para residenciar a Belalcázar
El adelantado Sebastián de Belalcázar, gobernador de Popayán, luego de haber mandado a ejecutar al mariscal Jorge Robledo, nombró a mediados del mes de octubre de 1546 a Gaspar de Rodas como su nuevo teniente de gobernador de Antioquia, quien recién ocupó el puesto entre noviembre y diciembre del citado año.
La viuda de Robledo inició pleito a Belalcázar en la audiencia de Santafé de Antioquia, lo que provocó que la Corte mandara a la América española al licenciado Francisco Briceño. Este último llegó al Nuevo Mundo a través de la ciudad centroamericana de Nombre de Dios, luego pasó por tierra a la Ciudad de Panamá para embarcar en el océano Pacífico, arribar al puerto sudamericano de Buenaventura —hoy Colombia— a principios de 1550, y dirigirse por vía terrestre hacia la ciudad de Cali.
Una vez en dicha ciudad mandó a llamar al teniente de gobernador Rodas para dar cuentas de su gestión en el mes de abril de 1550, quien fue remplazado en su puesto por Alonso Matamoros (hasta 1555), luego pasó a la ciudad de Bogotá para asumir como oidor de la recién fundada Real Audiencia de Santafé, el 13 de noviembre del mismo año.

### Gobernador de la provincia de Popayán
En abril del siguiente año el licenciado Briceño llegaba a la ciudad de Popayán y destituía al conquistador Belalcázar, asumiendo Briceño el mando interino de la gobernación de Popayán, iniciando así el juicio de residencia al mismo por los presuntos delitos cometidos, entre otros, el asesinato del mariscal Robledo, los maltratos a los aborígenes y por acuñar moneda en Popayán con los sellos reales fundidos.
Briceño terminó por declarar culpable a Belalcázar, por lo que se le embargaron sus bienes y se lo sentenció a muerte, pero al pagar una fuerte fianza, se le permitió la apelación ante el soberano español, por lo cual debió dirigirse a Cartagena de Indias para embarcar a Europa, pero falleció en esta ciudad.
Posteriormente mandó a Vasco Núñez de Guzmán para fundar una villa a la que llamó en su honor Almaguer, el 19 de agosto de 1551, y nombró como su primer teniente de gobernador a Gaspar de Rodas, luego de haber sido juzgado y felicitado por su gestión.
El 30 de abril de 1553, fue relevado del cargo de gobernador interino de Popayán para pasar a ser nuevamente oidor de la Real Audiencia de Santafé de Bogotá y en ese puesto de poder, junto al oidor Juan Montaño, hizo la primera tasación del tributo de los amerindios de las provincias de Santafé y de Tunja. En esta época Briceño recibió el apodo de "el Guaricha de Montaño", al parecer por su debilidad para anteponerse a su par.

### Presidente-gobernador de la Capitanía General de Guatemala
Luego fue enviado por real cédula de Felipe II de España a Centroamérica para residenciar al gobernador Juan Núñez de Landecho a quien se lo acusaba de autoritario y tirano, y al ser separado el licenciado Landecho del poder quien se fugara embarcándose en la bahía de Amatique, Briceño fue asignado en la presidencia de la Real Audiencia de Guatemala y como gobernador de la capitanía general homónima desde noviembre de 1563 hasta el 12 de febrero de 1565.
La citada capitanía general también incluía a la provincia de Nueva Cartago y Costa Rica con el territorio de Chiriquí por el sudeste y las provincias de Yucatán, Tabasco, Chiapas y Soconusco por el noroeste.

### Gobernador de la provincia de Guatemala
En esta última fecha, el 12 de febrero, Briceño disolvió la capitanía general, al igual que a la audiencia homónima que trasladó a la Real Audiencia de Panamá, por lo cual se quedó solo como gobernador de la provincia de Guatemala que conformaba entonces los territorios de Verapaz, Chiapas, Soconusco y El Salvador, y pasó a depender de la Real Audiencia de México y a ser una jurisdicción directa del Virreinato de Nueva España.
Por real provisión del 28 de junio de 1568, ante la petición de fray Bartolomé de las Casas y del regidor Francisco del Valle Marroquín, Felipe II mandó que la audiencia volviera a residir en Guatemala volviéndola a separar de la de Panamá, por lo que nombró a Antonio González como nuevo gobernador de la restaurada Capitanía General de Guatemala, que ingresó con sus oidores el 5 de enero a la ciudad del mismo nombre.
El licenciado Francisco Briceño dejó el cargo de presidente y de gobernador el 3 de marzo de 1570 para que González ocupara  su puesto oficialmente, aunque la provincia de Tabasco quedara definitivamente bajo la dependencia directa novohispana y se creara la nueva Capitanía General de Yucatán con el Petén —en forma nominal ya que todavía no había sido conquistado— que quedaba con cierta autonomía gubernamental y militar, pero en lo judicial seguiría dependiendo de la audiencia mexicana y también tendría dependencia económica virreinal.

### Presidente-gobernador de Nueva Granada y fallecimiento en el cargo

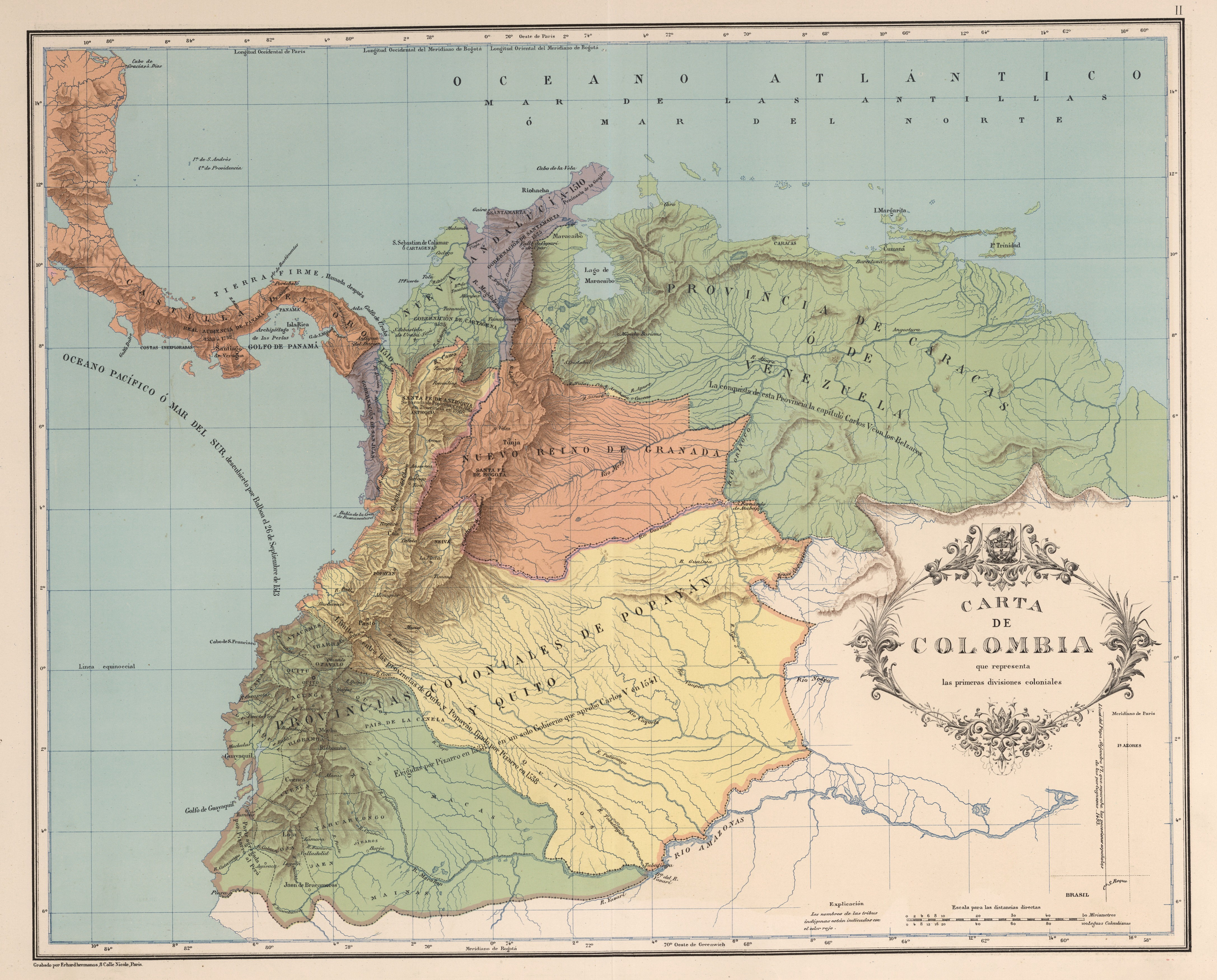
Gobernaciones de Popayán, Quito, Nuevo Reino de Granada, Venezuela, Costa de Oro de Tierra Firme o de Panamá y otras, en el.

Posteriormente el licenciado Briceño volvió a la ciudad de Santafé de Bogotá a principios de 1574 en donde fue promovido como segundo presidente de la Real Audiencia de Santafé de Bogotá y al mismo tiempo como gobernador propietario del Nuevo Reino de Granada, que a su vez estaba subordinado al Virreinato del Perú, en sustitución de Andrés Díaz Venero de Leyva.
Ocupó dicho puesto desde el 23 de marzo de 1575 al 13 de diciembre del mismo año, día en que el licenciado Francisco Briceño falleciera repentinamente en la ciudad de Santafé de Bogotá.
El gobierno neogranadino quedaría a cargo de la real audiencia hasta agosto de 1578. Los restos de Briceño se encuentran en la catedral de Bogotá.

## Matrimonio y descendencia
El licenciado Francisco Briceño se unió en matrimonio hacia 1553 con la doblemente viuda María de Carvajal "la Mariscala" (Úbeda, 1525 - Bogotá, 1574), ya que había sido su primer esposo el mariscal Jorge Robledo (f. 1546) a quien no le diera hijos.
María de Carvajal había tenido como segundo marido, que también era viudo, al capitán Pedro Briceño y Verdugo (Arévalo de la Extremadura castellana, ca. 1475 - Santa Marta de la provincia homónima, Virreinato del Perú, 1.º de diciembre de 1552), tesorero real de las provincias de Santa Marta y de Nueva Granada, cuyos padres eran el licenciado Pedro Briceño de Verdugo y María Bracamonte Dávila. La Mariscala tuvo con Pedro dos hijos: Luisa de Carvajal (n. 1550) y Felipe San Román Briceño y Carvajal (n. septiembre de 1552). El tesorero Briceño y el licenciado Briceño eran parientes lejanos.
El viudo tesorero Pedro Briceño ya tenía un hijo de su primer matrimonio con María Álvarez de la Caxel (n. ca. 1486 - f. ca. 1536), llamado Sancho Briceño y Verdugo (Arévalo, 1506 - Trujillo, 1565), el cual fuera uno de los conquistadores de la Provincia de Venezuela, cofundador de las ciudades de Coro en 1527, El Tocuyo en 1545, Borburata en 1548 y Barquisimeto en 1552, además de alcalde de Coro en donde se casó con Antonieta Samaniego y Cuaresma de Melo para concebir seis hijos, siendo una de ellos Francisca Verdugo y Briceño de Samaniego que se casaría con Lucas Mexía de Vilches y Narváez. Sancho y Antonieta se establecieron hacia 1558 en la recién fundada ciudad venezolana de Trujillo.
Fruto de este tercer enlace de María de Carvajal con el entonces oidor Francisco Briceño, hubo dos hijos:
- Diego de Carvajal[18] (n. Bogotá, 1554).
- Juan Briceño de Carvajal[25][26] (n. Bogotá, ca. 1556) que pasó a Europa para residir en Corral de Almaguer, en donde se casó con Isabel Porcel Orozco[26] (n. Corral de Almaguer, ca. 1566), una hija de Antonio Porcel de Molina y de Ana Dávalos Orozco, e hicieron pleito de hidalguía en 1601.[26]

El licenciado Briceño en uno de sus viajes a España tuvo además con Juana Caba un hijo extramatrimonial:
- Hernando Briceño y Caba[27][28] (n. Corral de Almaguer, 1555)[27] que viajó siendo niño a Guatemala el 13 de octubre de 1563 con su padre y sus cinco criados.[27] Se unió en matrimonio hacia 1580 en la Ciudad de México con N. Solís de Orduña (n. Ciudad de México, Virreinato de Nueva España, ca. 1555), una hija del capitán Pedro Solís de Barraza[29] (Burgos, España, ca. 1515 - México, 1567), hidalgo y conquistador, y de su esposa Leonor de Orduña[29] (Tordesillas, España, ca. 1516 - México, 1591), y por tanto, nieta del capitán general español Francisco de Orduña y López de Velasco[29] (n. Urduña[29] de Vizcaya, Corona castellana, ca. 1489 - Puebla, Virreinato de Nueva España, 1550), un explorador y conquistador de la Nueva España desde marzo de 1521,[29] alcalde mayor de Colima de 1525 a 1527,[29] alcalde de México en 1528,[29] gobernador interino de Guatemala[29] de 1529 hasta 1530 y encomendero de Tecali desde 1529,[29] y de su primera esposa Isabel Leonor de Ledesma Escobar[29] (n. Tordesillas, ca. 1495), la cual pasó con su marido y sus seis hijos a la América española[29] a mediados de 1527.